# Bruille-lez-Marchiennes
Bruille-lez-Marchiennes is een gemeente in het Franse Noorderdepartement (Frans: département du Nord). De gemeente telde 1.345 inwoners op 1 januari 2022.

## Geografie
De oppervlakte van Bruille-lez-Marchiennes bedroeg op 1 januari 2022 4,33 vierkante kilometer; de bevolkingsdichtheid was toen 310,6 inwoners per km².

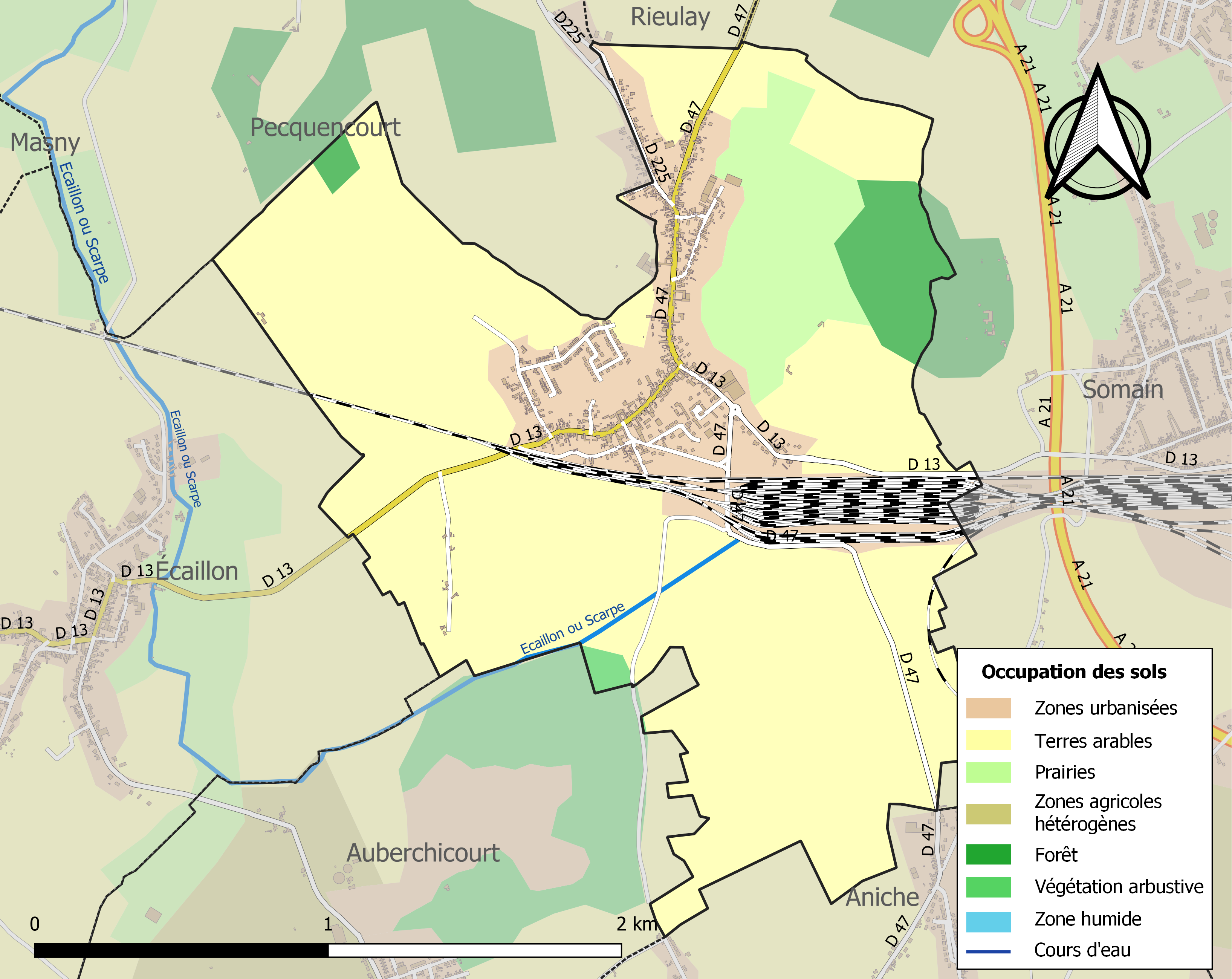
Kaart van de gemeente met belangrijkste infrastructuur, bodemgebruik en omliggende gemeenten

## Demografie
Onderstaande figuur toont het verloop van het inwonertal (bron: INSEE-tellingen).

## Geboren in Bruille-lez-Marchiennes
- Georges Staquet (1932-2011), acteur